# Historia Jazdy Polskiej (seria monet)
Seria Historia Jazdy Polskiej obejmuje złote i srebrne monety kolekcjonerskie oraz obiegowe okolicznościowe o nominale 2 złote ze stopu Nordic Gold. Narodowy Bank Polski zainaugurował tę serię w 2006 roku. Jej celem jest przedstawienie polskiego uzbrojenia i formacji wojskowych.

## Lista monet seriiHistoria Jazdy Polskiej
Kolekcjonerskie monety o nominale 200 złotych bite są ze złota próby 900/1000. Srebrne, dziesięciozłotowe prostokątne klipy ze ściętymi rogami powstają ze srebra próby 925. Oba typy monet bite są stemplem lustrzanym. Zarówno awers, jak i rewers tych monet jest zmienny. Stałymi elementami awersu jest orzeł, rok wprowadzenia monety do obiegu, nominał i napis Rzeczpospolita Polska. Rewers przedstawia sylwetkę jednego z jeźdźców.
Awers monet ze stopu CuAl5Zn5Sn1 (Nordic Gold) przedstawia orła, rok wprowadzenia do obiegu, nominał (2 złote) oraz napis Rzeczpospolita Polska. Na rewersie z kolei przedstawiony jest żołnierz na koniu.
| Moneta                                | Nominał     | Stop        | Średnica               | Masa    | Data emisji          | Nakład    | Wizerunek monety |
| ------------------------------------- | ----------- | ----------- | ---------------------- | ------- | -------------------- | --------- | ---------------- |
| Jeździec piastowski                   | 200 złotych | Au 900      | 27,00 mm               | 15,50 g | 22 listopada 2006    | 10 000    | awers i rewers   |
| Jeździec piastowski                   | 10 złotych  | Ag 925      | 32,00×22,00 mm (klipa) | 14,14 g | 22 listopada 2006    | 62 000    | awers i rewers   |
| Jeździec piastowski                   | 2 złote     | CuAl5Zn5Sn1 | 27,00 mm               | 8,15 g  | 22 listopada 2006    | 1 000     | rewers           |
| Rycerz ciężkozbrojny XV w.            | 200 złotych | Au 900      | 27,00 mm               | 15,50 g | 24 października 2007 | 9 900     | awers i rewers   |
| Rycerz ciężkozbrojny XV w.            | 10 złotych  | Ag 925      | 32,00×22,00 mm (klipa) | 14,14 g | 24 października 2007 | 61 000    | awers i rewers   |
| Rycerz ciężkozbrojny XV w.            | 2 złote     | CuAl5Zn5Sn1 | 27,00 mm               | 8,15 g  | 24 października 2007 | 990 000   | rewers           |
| Husarz XVII w.                        | 200 złotych | Au 900      | 27,00 mm               | 15,50 g | 23 stycznia 2009     | 10 500    | awers i rewers   |
| Husarz XVII w.                        | 10 złotych  | Ag 925      | 32,00×22,40 mm (klipa) | 14,14 g | 23 stycznia 2009     | 100 000   | awers i rewers   |
| Husarz XVII w.                        | 2 złote     | CuAl5Zn5Sn1 | 27,00 mm               | 8,15 g  | 21 stycznia 2009     | 1 400 000 | rewers           |
| Szwoleżer Gwardii Cesarza Napoleona I | 200 złotych | Au 900      | 27,00 mm               | 15,50 g | 3 marca 2010         | 10 500    | awers i rewers   |
| Szwoleżer Gwardii Cesarza Napoleona I | 10 złotych  | Ag 925      | 32,00×22,40 mm (klipa) | 14,14 g | 3 marca 2010         | 100 000   | awers i rewers   |
| Szwoleżer Gwardii Cesarza Napoleona I | 2 złote     | CuAl5Zn5Sn1 | 27,00 mm               | 8,15 g  | 1 marca 2010         | 1 400 000 | rewers           |
| Ułan II Rzeczpospolitej               | 200 złotych | Au 900      | 27,00 mm               | 15,50 g | 15 lipca 2011        | 5 000     | awers i rewers   |
| Ułan II Rzeczpospolitej               | 10 złotych  | Ag 925      | 32,00×22,40 mm (klipa) | 14,14 g | 15 lipca 2011        | 50 000    | awers i rewers   |
| Ułan II Rzeczpospolitej               | 2 złote     | CuAl5Zn5Sn1 | 27,00 mm               | 8,15 g  | 15 lipca 2011        | 1 000     | rewers           |